# دنیل بولانژه
دنیل بولانژه (فرانسوی: Daniel Boulanger‎; ۲۴ ژانویهٔ ۱۹۲۲ – ۲۷ اکتبر ۲۰۱۴) هنرپیشه، نویسنده داستان‌های کوتاه، فیلم‌نامه‌نویس و شاعر اهل فرانسه بود.
وی در سی و هفتمین دوره جوایز اسکار نامزد بهترین فیلم‌نامه غیراقتباسی شده است.

## فیلم‌شناسی
- ازنفس‌افتاده
- هفت گناه کبیره
- ارواح مردگان
- دو مرد در شهر
- اسب افتخار
- انقلاب فرانسه
- تله مرگبار